# 劉易斯 (科羅拉多州)
劉易斯（英語：Lewis）是位於美國科羅拉多州蒙提祖馬縣的一個人口普查指定地區。

## 地理
劉易斯的座標為37°30′03″N 108°40′06″W / 37.50083°N 108.66833°W，而該地最高點為海拔高度2048米（即6719英尺）。

## 人口
根據2010年美國人口普查的數據，劉易斯的面積為8.10平方千米，當中陸地面積為8.10平方千米，而水域面積為0.00平方千米。當地共有人口302人，而人口密度為每平方千米37人。